# Nemesia ionantha
Nemesia ionantha är en flenörtsväxtart som beskrevs av Friedrich Ludwig Diels. Nemesia ionantha ingår i släktet nemesior, och familjen flenörtsväxter. Inga underarter finns listade i Catalogue of Life.